# 노동쟁의
노동쟁의(勞動爭議)는 노동법상으로는 노동조합과 사용자 관계에 있어 근로조건에 관한 의견의 불일치로 인하여 발생되는 분쟁을 의미한다. 쟁의방법으로는 파업, 보이콧(boycott), 사보타지(sabotage), 준법투쟁 등이 있다.
평화적인 단체교섭이 단체협약의 체결에 이르지 못하고 분열된 경우에는 어떤 형태의 실력행사를 하지 않더라도 노동쟁의가 발생한 것으로 본다. 그래서 노동쟁의는 노동조합과 사용자가 이러한 분쟁상태에서 자기측에 유리하게 하려고 그 주장을 관철할 목적으로 행하는 투쟁행위로서 업무의 정상적인 운영을 저해하는 것을 의미하는 쟁의행위와는 엄연히 구별된다. 형법상으로는 노동쟁의행위가 형법상 범죄로 인정되지 않는 경우인데 노동쟁의행위가 헌법과 헌법에 근거한 노동조합 및 노동관계조정법에 따라 행해진 때에는 법률에 의해 허용된 정당행위로 본다.

## 판례
- 쟁의행위가 추구하는 목적 중 일부가 정당하지 못한 경우에는 주된 목적 내지 진정한 목적을 기준으로 그 정당성 여부를 판단하여야 한다.[1]
- 정리해고나 사업조직의 통폐합 등 기업의 구조조정 실시 여부는 경영주체의 고도의 경영상 결단에 속하는 사항으로서 원칙적으로 단체교섭의 대상이 될 수 없어, 그것이 긴박한 경영상의 필요나 합리적 이유 없이 불순한 의도로 추진된다는 등의 특별한 사정이 없음에도 노동조합이 실질적으로 그 실시 자체를 반대하기 위하여 쟁의행위로 나아간다면, 비록 그러한 구조조정의 실시가 근로자들의 지위나 근로조건의 변경을 필연적으로 수반한다 하더라도, 그 쟁의행위는 목적의 정당성을 인정할 수 없다.[2]
- 그 절차에 관하여 쟁의행위를 함에 있어 조합원의 직접·비밀·무기명투표에 의한 찬성결정이라는 절차를 거쳐야 한다는 노동조합및노동관계조정법 제41조 제1항의 규정은 노동조합의 자주적이고 민주적인 운영을 도모함과 아울러 쟁의행위에 참가한 근로자들이 사후에 그 쟁의행위의 정당성 유무와 관련하여 어떠한 불이익을 당하지 않도록 그 개시에 관한 조합의사의 결정에 보다 신중을 기하기 위하여 마련된 규정이므로 위의 절차를 위반한 쟁의행위는 그 절차를 따를 수 없는 객관적인 사정이 인정되지 아니하는 한 정당성이 상실된다[3]
- 사용자의 직장폐쇄는 노사간의 교섭태도, 경과, 근로자측 쟁의행위의 태양, 그로 인하여 사용자측이 받는 타격의 정도 등에 관한 구체적 사정에 비추어 형평의 견지에서 근로자측의 쟁의행위에 대한 대항·방위 수단으로서 상당성이 인정되는 경우에 한하여 정당한 쟁의행위로 평가받을 수 있는 것이고, 사용자의 직장폐쇄가 정당한 쟁의행위로 인정되지 아니하는 때에는 적법한 쟁의행위로서 사업장을 점거 중인 근로자들이 직장폐쇄를 단행한 사용자로부터 퇴거 요구를 받고 이에 불응한 채 직장점거를 계속하더라도 퇴거불응죄가 성립하지 아니한다[4]

## 같이 보기
- 노동법
- 파업

## 참고 자료
- 이 문서에는 다음커뮤니케이션(현 카카오)에서 GFDL 또는 CC-SA 라이선스로 배포한 글로벌 세계대백과사전의 내용을 기초로 작성된 글이 포함되어 있습니다.

1. ↑  000도2871
2. ↑  대판 2014.11.13. 2011도393, 대판 2011.3.17. 2007도482 전원합의체
3. ↑  대판 2001.10.25. 99도4837 전원합의체
4. ↑  대판 2007.12.28. 2007도5204, 대판 2007.3.29. 2006도9307